# Michal Sáček
Michal Sáček, né le 19 septembre 1996 à Hustopeče en Tchéquie, est un footballeur international tchèque qui évolue actuellement au poste d'arrière droit au Górnik Zabrze.

## Biographie

### Sparta Prague
Formé à l'AC Sparta Prague, Sacek fait ses débuts professionnels en championnat le 14 mai 2016 contre le FC Vysočina Jihlava. Son équipe gagne le match sur le score large de 5-0.
Il joue son premier match de coupe d'Europe le 15 septembre 2016, à l'occasion d'un match de groupe de la Ligue Europa 2016-2017 contre le Southampton FC. Il est titularisé lors de cette rencontre perdue par son équipe sur le score de trois buts à zéro.

### Jagiellonia Białystok
Lors du mercato hivernal 2023, Michal Sáček rejoint la Pologne afin de s'engager en faveur du Jagiellonia Białystok. Le transfert est annoncé le 2 février et il signe un contrat courant jusqu'en juin 2025.
Michal Sáček marque son premier but pour le Jagiellonia Białystok le 8 mars 2024 contre le Śląsk Wrocław, en championnat. Titulaire, il participe à la victoire de son équipe par trois buts à un.

### En sélection
Michal Sáček joue son premier match avec les espoirs tchèques contre les voisins slovaques, le 24 mars 2017, lors d'une rencontre amicale. Il entre en jeu à la place d'Aleš Matějů et les Tchèques l'emportent sur le score de quatre buts à un.
En juin 2017, il participe au championnat d'Europe espoirs organisé en Pologne. Lors de cette compétition, il joue deux matchs, contre l'Allemagne et l'Italie.
Il inscrit son premier but avec les espoirs le 11 novembre 2017, contre Saint-Marin, lors des éliminatoires du championnat d'Europe espoirs 2019. Il est capitaine lors de ce match. Il est à nouveau capitaine lors du match suivant, contre la Moldavie.
En juin 2017 il est appelé pour la première fois avec l'équipe nationale de République tchèque afin de remplacer Antonín Barák, blessé. Le 5 juin 2017, il apparaît pour la première fois sur le banc des remplaçants lors d'une rencontre amicale face à la Belgique mais n'entre pas en jeu.

## Statistiques
| Saison                | Club                  | Championnat           | Championnat | Championnat | Coupe(s) nationale(s) | Coupe(s) nationale(s) | Compétition(s) continentale(s) | Compétition(s) continentale(s) | Compétition(s) continentale(s) | Total | Total |
| Saison                | Club                  | Division              | M.          | B.          | M.                    | B.                    | Comp.                          | M.                             | B.                             | M.    | B.    |
| 2015-2016             | Sparta Prague         | D1                    | 1           | 0           | 3                     | 0                     | -                              | -                              | -                              | 4     | 0     |
| 2016-2017             | Sparta Prague         | D1                    | 15          | 0           | -                     | -                     | C3                             | 5                              | 0                              | 20    | 0     |
| 2017-2018             | Sparta Prague         | D1                    | 19          | 0           | 2                     | 0                     | -                              | -                              | -                              | 21    | 0     |
| 2018-2019             | Sparta Prague         | D1                    | 25          | 1           | 3                     | 0                     | -                              | -                              | -                              | 28    | 1     |
| 2019-2020             | Sparta Prague         | D1                    | 35          | 2           | 4                     | 0                     | C3                             | 2                              | 0                              | 41    | 2     |
| 2020-2021             | Sparta Prague         | D1                    | 10          | 0           | 1                     | 0                     | C3                             | 4                              | 0                              | 15    | 0     |
| Total sur la carrière | Total sur la carrière | Total sur la carrière | 105         | 3           | 13                    | 0                     | -                              | 11                             | 0                              | 129   | 3     |

## Palmarès
Sparta Prague
- Coupe de Tchéquie (1) :
  - Vainqueur : 2020.
  - Finaliste : 2022